# Самуилов натпис
Самуилов натпис јесте епиграфски споменик из 993. године, надгробни натпис бугарског цара Самуила, постављен на гробу његових родитеља и брата, у цркви Светог Германа, на обали Малог Преспанског језера.
То је најстарији старословенски ћирилични споменик са тачно утврђеним датумом — 6501. (1.IX 992-31.VIII 993. године). Сада се налази у Националном историјском музеју у Софији.

## Историја
Натпис је дјелимично оштећена мраморна плоча, димензија 130×67×7 cm, откривена 1888. године током доградње цркве Светог Германа у селу Герман, на обали Малог Преспанског језера (Македонија).
Израђен је по наруџбини цара Самуила (997—1014), у спомен на родитеље му — комиту (од грч. κόμησ [kómes] — „кнез”) Николу и Рипсимију и брата му Давида. Састоји се од 11 редова, исписаних у стилу тзв старог унцијала, под утицајем рукописа литургијског унцијала.
Натпис је први објавио директор Руског археолошког института у Цариграду, Фјодор Успенски, 1899. године, а убрзо потом о њему пишу и Константин Јиречек, Тимотеј Флорински и Љубомир Милетић.
Године 1916, у јеку Првог свјетског рата, Самуилов натпис пренет је у Софију. Учинио је то Стефан Костов, етнограф Прве бугарске армије, који је проучавао Вардарску Македонију током бугарске окупације југа Србије (1915—1918).

## Текст
Оригинал

†въ имѧ ѡтьца и съина и с҃таго дѹха азъ самоип(л)ь рабъ б҃жи полагаѫ
памѧть ѡтьцѹ и матєри и братѹ на кръстѣхъ сихъ• имєна ѹсъпъшихъ
никола рабъ б҃жи ... ѣ давдъ написа ... въ лѣто отъ сътворєния мирѹ
ѕ҃• фа҃• инъдикта ѕ҃•
Превод

„†У име Оца и Сина и Светога Духа. Ја, Самуил, раб Божји, полажем

спомен оцу и матери и брату на крсту овом. Имена упокојених:

Никола, раб Божји, ...е Давид. Написано ... у лето, од створења света

6501, индикта 6.“